# Morte perinatale
La mortalità perinatale o morte perinatale si riferisce alla morte del feto o del neonato dalle 28 settimane di gravidanza fin la prima settimana di vita (7 giorni).
L'Organizzazione Mondiale della Sanità definisce la mortalità perinatale come il "numero di nati morti e morti nella prima settimana di vita per ogni 1.000 nati vivi, il periodo perinatale comincia alle 22 settimane complete (154 giorni dopo la gestazione) e termina ai sette giorni dopo la nascita".

## Tasso di mortalità perinatale
Il tasso di mortalità perinatale è il numero di nati morti e morti nei primi 7 giorni di vita del neonato, per ogni 1.000 nati vivi in un anno determinato.
Il tasso di mortalità perinatale aumenta in caso di gravidanze in fase adolescenziale.

## Terminologia della mortalità intrauterina e infantile
Secondo la durata della gravidanza e il momento della morte la mortalità si denomina:
- Aborto (aborto indotto con farmaci, chirurgico, terapeutico e spontaneo): fino alle 20 settimane di gravidanza.
- Morte fetale: quando l'età gestazionale è superiore a 22 settimane.
- Morte perinatale: dalle 28 settimane di gravidanza fino alla prima settimana di vita.[1]
- Mortalità neonatale: dalla nascita ai 28 giorni.[6]
- Mortalità infantile: durante il primo anno di vita, è l'indicatore demografico che segnala il numero di morti infantili in una data popolazione per ogni mille nascite vive registrate.[7]